# Lipari-szigetek
A Lipari-szigetek (más néven „Éoli-szigetek”, olaszul Isole Eolie)  vulkanikus szigetvilág a Tirrén-tengerben, Szicíliától északra. Népszerű turisztikai célpont, évente mintegy 200 ezren látogatnak el a szigetekre.

## Neve
A „Lipari-szigetek” elnevezés a hely turisztikai népszerűsítése miatt terjedt el, mivel ezt a nevet könnyebb kiejteni, mint azt, hogy „Éoli”.

## Szigetek
- Alicudi
- Filicudi
- Lipari, a szigetcsoport névadója egyben legnagyobb tagja
- Panarea
- Salina
- Stromboli
- Vulcano

Panarea szomszédságában a Basiluzzo nevű kopár szirt emelkedik néhány kisebb társával a tenger színe fölé. 

## Földtan
Valamennyi sziget 400–1000 méter magasra emelkedik ki az 1000–2000 méter mély tengerből. Ezeket a negyedidőszaki tűzhányókat földrajzilag az Appenninek belső vulkáni övezetébe soroljuk. A szigetcsoport vulkánjai földtani értelemben meglepően rövid idő alatt és egymáshoz viszonylag közel rendkívül változatos összetételű lávákat produkáltak a riolittól a bazaltig. Ennek alapján egyértelmű, hogy kialakulásuk meglehetősen összetett földtani folyamatok eredménye. A kutatók többsége szerint ennek fő tényezője az Afrikai-lemez betolódása nyugat–északnyugat felé, az Eurázsiai-lemez alá, a gyakorlatban azonban a két nagy litoszféralemez határán letöredezett mikrolemezek (mikroblokkok) bonyolult mozgásainak eredményeit láthatjuk.
A vulkanológusok két fő eruptív (vagyis kitörési) ciklust különböztetnek meg:
- az elsőben épült fel Panarea, Alicudi, Filicudi, Lipari és Salina,
- a második periódusban született meg Vulcano és Stromboli, miközben továbbfejlődött Salina, Lipari és Filicudi.

Az első fázis kőzetei mészalkáli jellegűek, növekvő káliumtartalommal. A második szakaszra a többnyire a szubdukciós területeken képződő káliumdús kőzetek (shoshonit, leucitos tefrit stb.) jellemzőek.

## Történelem
A szigetekre i. e. 580-ban knidoszi telepesek érkeztek Pentathlosz vezetésével, és a mai Castello (más néven la Cittade) nevű falu helyén állapodtak meg. A területet a görög mitológiából ismert Aiolosz, a szelek istene után nevezték el, hiszen az ő jóindulata elengedhetetlen volt a hajósoknak. 
Lipari városából a nekropolisz felé vezető út mentén fedezték fel régészek Démétér és Perszephoné szentélyét. A szigetek közelében vívta Róma és Karthágó Kr. e. 260-ban a híres lipari csatát. Iosephus Flavius írta egy embercsoportról, akik kapcsolatban álltak a Lipari-szigetekkel: "Elisza adta az Eliszeánusok nevét, kik az ő alattvalói voltak; ők a mai Éoliak".
Elisza valójában egy bibliai alak: ő Elisah, Jáfet unokája, s Jáván fia.
1544-ben, mikor Spanyolország hadat üzent Franciaországnak, a francia király, I. Ferenc az oszmán szultántól, I. Szulejmántól kért segítséget. A szultán egy hajóhadat küldött a megsegítésükre Hajreddin Barbarossa (más néven Khair ad-Din) vezetésével, aki győzelmet aratott a spanyolok fölött, és Nápolyt is elfoglalta. Az ütközet következtében a Lipari-szigetek elnéptelenedtek. Később bevándorlók érkeztek az olaszok lakta szárazföldről, Szicíliából. Spanyolország is újra telepeket létesített a szigeteken.
1999-ben a Lipari-szigeteket az UNESCO a világörökség részévé nyilvánította.

## Népesség, közigazgatás
Lipari városának mintegy 11 000 lakója van. Közigazgatási szempontból – Salina kivételével – valamennyi sziget hozzá tartozik. Salinán három község található: Leni, Malfa és Santa Marina Salina.

## Turizmus
A szigetek legfőbb látványosságai Stromboli és Vulcano aktív tűzhányói, de Vulcano melegvízű fürdőiről is („fango”) híres. A fő szigetet történelmi emlékei tették ismertté.